# Wiktorija Chapilina
Wiktorija Chapilina (ukrainisch Вікторія Хапіліна, international nach englischer Transkription Viktoriya Khapilina; * 23. April 1992) ist eine gesperrte ukrainische Langstreckenläuferin.

## Karriere
Wiktorija Chapilina gelang bisher sowohl ein nationaler als auch ein internationaler Erfolg.
So konnte sich Chapilina 2013 im 10.000-m-Lauf der U23-Europameisterschaften im finnischen Tampere mit 33:56,85 min zwischen der erstplatzierten Russin Gulschat Faslitdinowa (32:53,93 min) und der Dritten Anastasia Karakatsani aus Griechenland (33:57,74 min) auf dem Silberrang positionieren.
2017 siegte sie bei den Ukrainischen Hallenmeisterschaften in 9:20,95 min über die 3000 m.

### Doping
2020 siegte Chapilina am 11. Oktober zunächst in 2:27:57 h beim Sofia-Marathon. Einen Monat später wurde sie von der Unabhängigen Integritätskommission (AIU) des Weltleichtathletikverbandes World Athletics gesperrt, weil die Einnahme von Epo in Proben nachgewiesen wurde, die ihr nach dem Sieg entnommen worden waren.